# BR-Klasse 166
Bei der British Rail-Klasse 166 Networker Turbo handelt es sich um eine Flotte von Dieseltriebzügen, die ursprünglich von British Rail, dem damaligen staatlichen Eisenbahnbetreiber Großbritanniens, spezifiziert und gebaut wurden. Sie wurden von ABB im Werk York in den Jahren 1992 und 1993 gebaut. Die Züge wurden als schnellere, klimatisierte Variante der Class 165 Turbo für den Fernverkehr konzipiert und gehören wie die 165er zur Familie der Networker-Züge. Sie waren ursprünglich als Networker-Turbos bekannt, um sie von den elektrisch angetriebenen Mitgliedern dieser Familie zu unterscheiden. Heute werden die 166er neben den 165ern normalerweise als Thames-Turbos oder einfach nur als Turbos bezeichnet.
Die Fahrzeuge der Klasse 166 sind auch heute noch im Einsatz. Die Great Western Railway setzt sie neben der Klasse 165 für Expressverbindungen von London Paddington und im Nahverkehr um Reading und Didcot Parkway ein. Im Juli 2017 nahmen sie den Betrieb auf der Severn Beach Line in Bristol auf, um den Ausbau anderer Dienste zu ermöglichen. Seit September wurden sie rasch auch auf anderen Linien eingeführt, z. B. auf der Strecke Weston-super-Mare nach Bristol Parkway und auf der Strecke Cardiff Central nach Taunton. Im Januar 2018 wurden sie auf der Golden Valley Line und im Februar 2018 auf der Heart of Wessex Line in Dienst gestellt. Darüber hinaus haben sie mit dem Betrieb einiger Linien auf der Wessex Main Line bis nach Warminster und Southampton Central begonnen. Sie sind auch auf Zweiglinien im Großraum London und Berkshire zu finden. Mit Stand März 2018 werden die meisten Einheiten der Klasse 166 in Bristol eingesetzt und sind im St Philip's Marsh Depot stationiert.

## Beschreibung
Diese Einheiten sind eine Modifikation des Designs der Klasse 165. Sie haben eine Höchstgeschwindigkeit von 145 km/h (90 mph) (geeignet für den Fernverkehr), sind durchgehend mit Teppichboden ausgelegt und verfügen über eine Klimaanlage. Äußerlich kann die Klasse 166 von einer Klasse 165 unterschieden werden, dass an jedem zweiten Fenster kleine Kippfenster geöffnet werden können. Bis Ende 2013 war das Vorhandensein der ersten Klasse an jedem Ende ein weiteres Unterscheidungsmerkmal.
Weitere Unterschiede gegenüber einer 165 sind:
- Klimatisierung
- Zwei Toiletten (eine 165 hat nur eine Toilette pro Einheit)
- Tische in der ersten Klasse und in einem Drittel des Mittelwagens
- Spezielle Fahrrad-/Gepäckaufbewahrung im mittleren Wagen
- Unterschiedliche Innenverkleidung zwischen Tür und Sitzbereich

Es wurden 21 dreiteilige Einheiten mit den Nummern 166201–221 gebaut. Jede Einheit wird aus zwei äußeren Antriebsmotoren und einem Zwischenmotor gebildet. Die technische Beschreibung der Formation lautet DMCO+MSO+DMSL. Die einzelnen Wagen sind wie folgt nummeriert:
- 58101–58121 – DMCO
- 58601–58621 – MSO
- 58122–58142 – DMSL geändert 2013 von DMCO[2]

Die Einheiten wurden gebaut, um ältere Dieseltriebwagen der Klassen 117, 119 und 121 sowie Lokbespannte Züge zu ersetzen, die von London Paddington auf der Great Western Main Line verkehrten.
Der ursprüngliche Auftrag wurde 1991 um sechs Wagen erweitert, nachdem Network SouthEast einige der Cotswold-Line-Dienste von Regional Railways erworben hatte, um die Umrüstung von Einheiten der Klasse 158 in Einheiten der Klasse 159 für die West of England line zu ermöglichen.
Fahrzeuge der Klasse 166 sind für den reinen Fahrerbetrieb ausgelegt. In Fällen, in denen ein Zugbegleiter erforderlich ist, müssen sie ihre Türbetätigungsaufgaben über ein Klingelsystem erfüllen, um den Triebfahrzeugführern das Schließen der Türen und das Starten des Zuges zu signalisieren. Dies erfordert, dass der Zugbegleiter an jedem Bahnhof in einen freien Führerstand zurückkehrt, um diese Aufgaben zu erfüllen; diese Praxis ist bei den Great-Western-Railway-Diensten auf der Cotswold Line und North Downs Line zu beobachten.
Ihre Tätigkeit in der Region Bristol ist etwas anders. Alle Fahrten in der Region Bristol haben Zugbegleiter und werden auch in Zukunft welche haben, sodass die Züge in der Region Bristol nicht nur vom Triebfahrzeugführer betrieben werden. Die Praxis des Öffnens und Schließens der Türen ist ebenfalls anders: Die Türen werden vom Triebfahrzeugführer freigegeben, aber von dem Zugbegleiter geschlossen. Alle Einheiten haben jetzt lokale Türverkleidungen an den Türen der Endwagen angebracht, damit die Einheiten an Stationen mit kurzen Bahnsteigen, wie Avoncliff und Dilton Marsh, anhalten können. In diesen Fällen gibt der Zugbegleiter mit diesen neuen Paneelen nur seine lokale Tür frei, sodass die Triebfahrzeugführer die Türen an den Stationen mit kurzen Bahnsteigen nicht freigeben.

## Einsatz

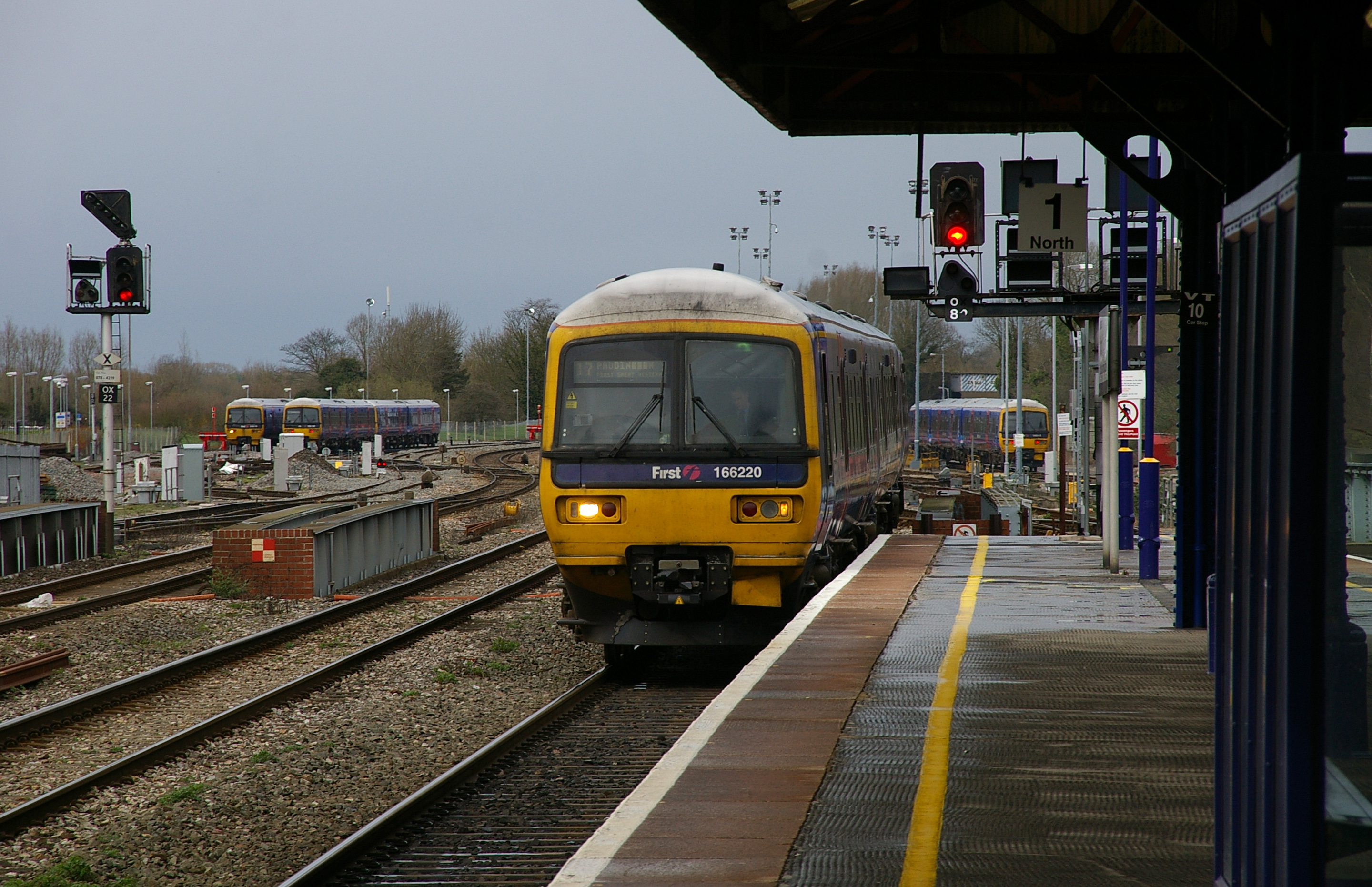
166220 trifft in Oxford Richtung London Paddington ein

Als diese Einheiten gebaut waren, wurden sie von den Unterabteilungen Thames Line und North Downs Line des Network SouthEast betrieben.
Zu ihren Hauptreisezielen gehörten Schnellzüge nach Reading, Newbury und Oxford, wobei einige Verbindungen über Oxford hinaus nach Banbury und Stratford-upon-Avon oder entlang der Cotswold-Linie nach Evesham, Worcester, Great Malvern und Hereford weitergingen. Einheiten werden auch auf den Verbindungen vom Flughafen Reading zum Flughafen Gatwick entlang der North Downs Line eingesetzt. Viele der von der 166 betriebenen Linien wurden in den Fahrplänen als Turbo Express gekennzeichnet.
Nach der Privatisierung gingen die Einheiten an das Unternehmen Thames Trains über. Im April 2004 wurde der Betrieb der Thames Trains an First Great Western Link und anschließend an First Great Western übertragen.

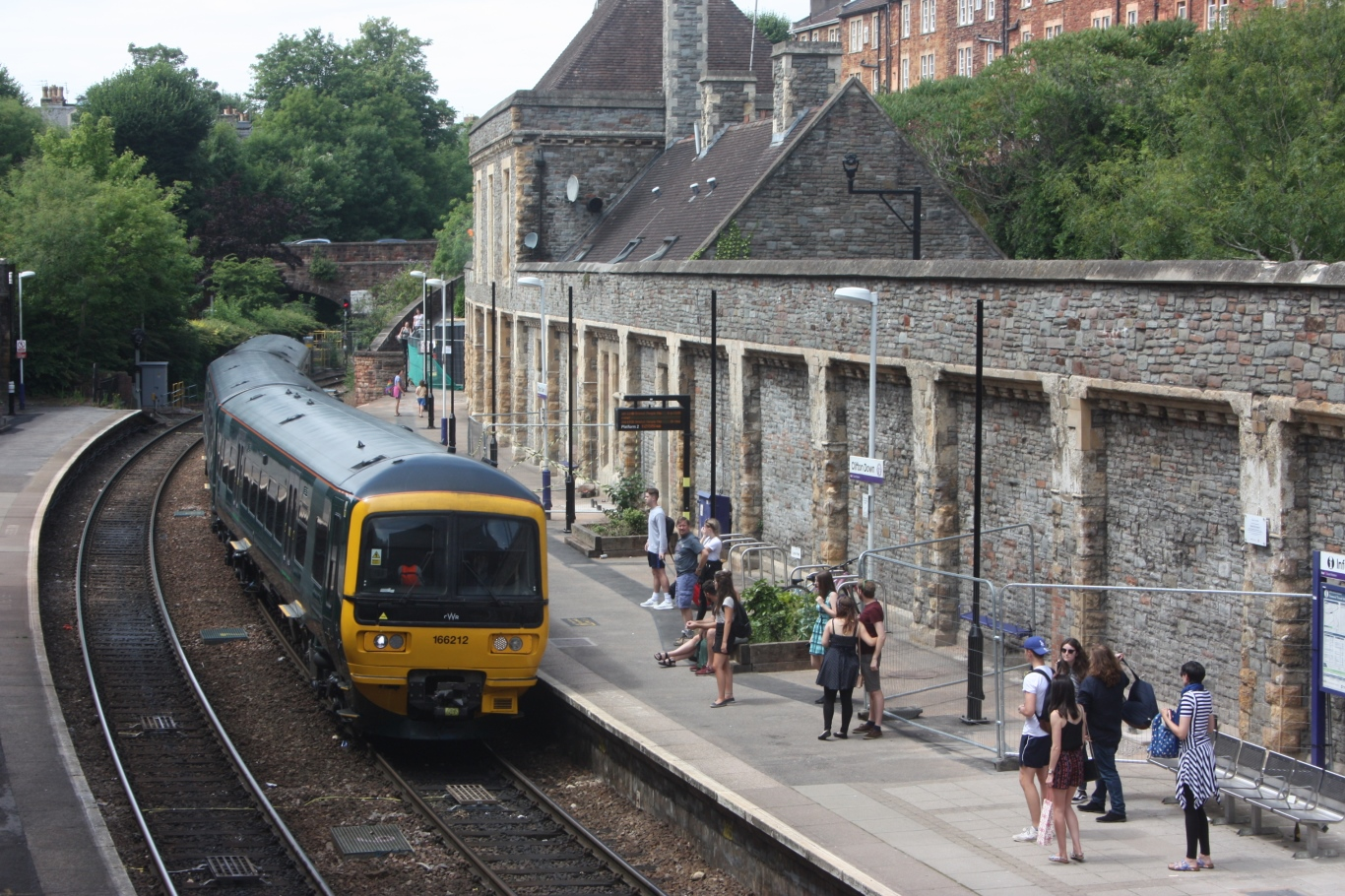
Great-Western-Railway-Einheit 166212 in Clifton Down auf der Severn Beach Line in Bristol, Juli 2017

Im Jahr 2012 übernahm First Great Western fünf Adelante-Einheiten der Klasse 180 für Cotswold-Line-Dienste und Sprinter-Einheiten der Klasse 150 mit drei Wagen für Reading-to-Basingstoke-Line-Dienste, sodass die Einheiten der Klassen 165 und 166 vollständig für Thames-Valley-Dienste verwendet werden konnten.

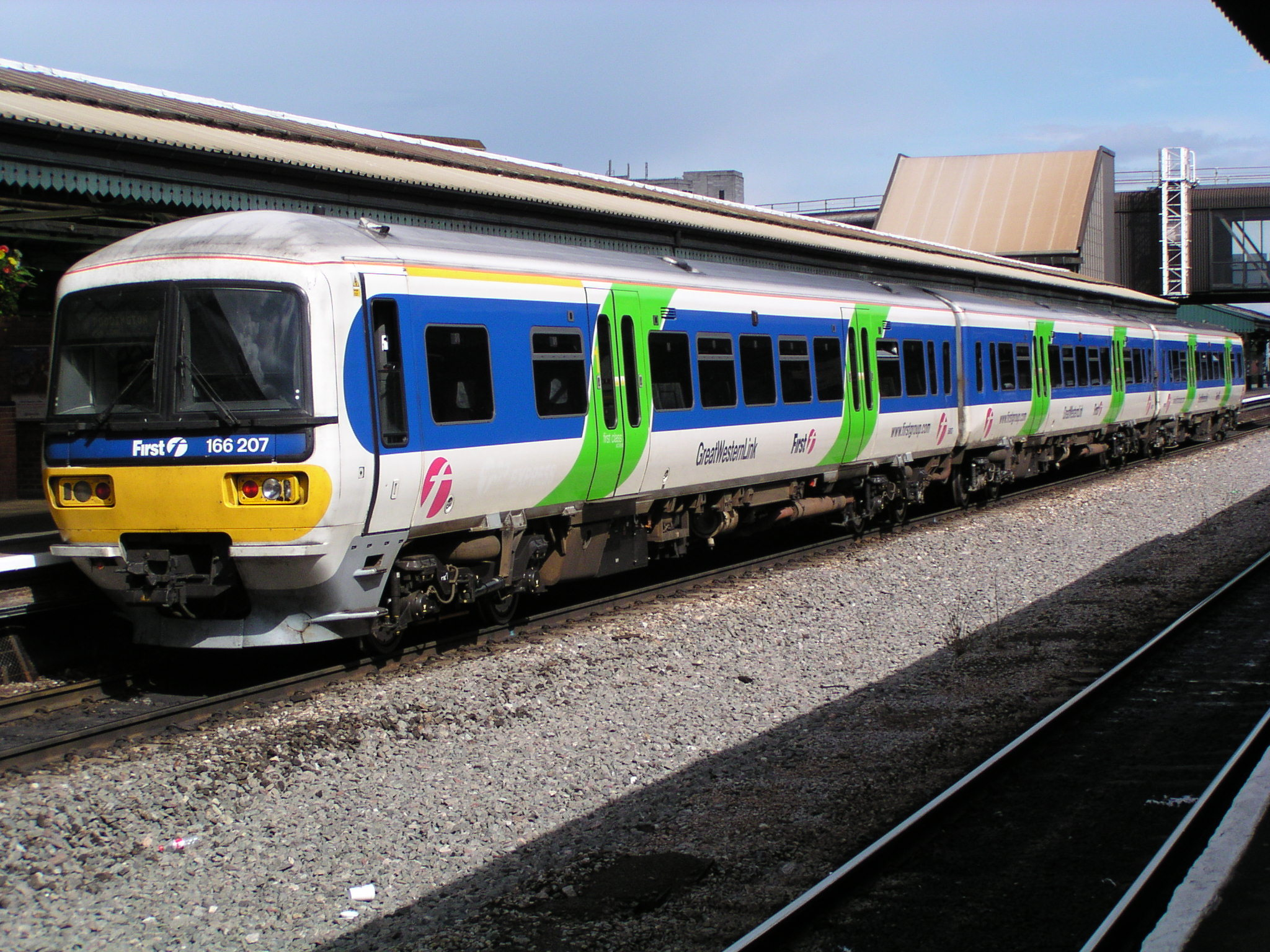
166217 in Thames-Trains-Lackierung mit First-Great-Western-Link-Branding

Ab Juli 2017 wurde eine Reihe von Turbos für Dienste auf der Severn Beach Line nach Bristol verlegt, um zusätzliche Kapazitäten während stark frequentierter Dienste bereitzustellen. Ab Oktober 2017 begannen die 166er auf Weston-super-Mare nach Bristol Parkway und Cardiff Central nach Taunton. Als mehr der 166er nach Bristol zogen, nahmen sie 2018 auch den Dienst auf der Heart of Wessex Line und der Golden Valley Line auf und ersetzten Einheiten der Klasse 150 auf diesen Linien.

## Auffrischungsprogramm
Gegen Ende Januar 2010 kündigte First Great Western ein Auffrischungsprogramm für seine Flotte von Triebzügen der Klasse 166 in Höhe von 8 Millionen GBP an. Die Teppiche wurden neu verlegt und Sitze neu bezogen, die Innenräume neu gestrichen, die Fahrgastinformationsanzeigen durch ein GPS-basiertes System ersetzt und die Toiletten aufgerüstet. Die Auffrischungsarbeiten wurden im Reading Depot durchgeführt. Alle 151 Fahrzeuge wurden inzwischen renoviert.
Ende 2014 wurde mit einer weiteren Auffrischung der Klasse 166 begonnen. Dazu gehörte der Einbau von LED-Scheinwerfern und -Rückleuchten, neue Toiletten, die besser zugänglich sind als die alten Toiletten, neue Türsummer und neue Türknöpfe im Standarddesign mit einem runden Knopf auf einem gelben Ring. Alle Einheiten haben jetzt die Auffrischung erhalten. Die Einheit 166204 wurde zu Ehren des Bahnhofsvorstehers Norman Topsom MBE aus Twyford benannt, der im November 2015 in den Ruhestand ging. Die Änderungen, die während der Auffrischung 2010 vorgenommen wurden, bleiben bestehen, jedoch erhalten alle Einheiten neue 2+2-Bestuhlung für den Einsatz auf längeren Strecken, wie Bristol–Weymouth, sobald die Flotte in den Bereich Bristol kaskadiert wurde.

## Flottendetails

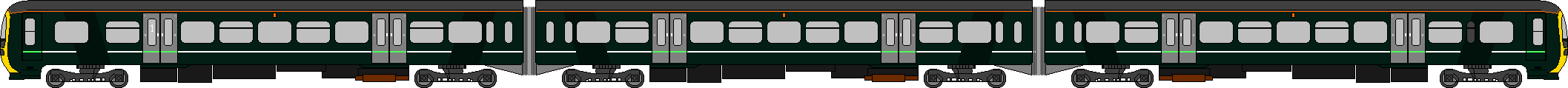
Great-Western-Klasse 166

| Klasse       | Betreiber             | Anzahl | Gebaut    | Wagen pro Verband | Einheitennummer |
| ------------ | --------------------- | ------ | --------- | ----------------- | --------------- |
| Klasse 166/2 | Great Western Railway | 21     | 1992–1993 | 3                 | 166201–166221   |

## Lackierungen und Innenräume

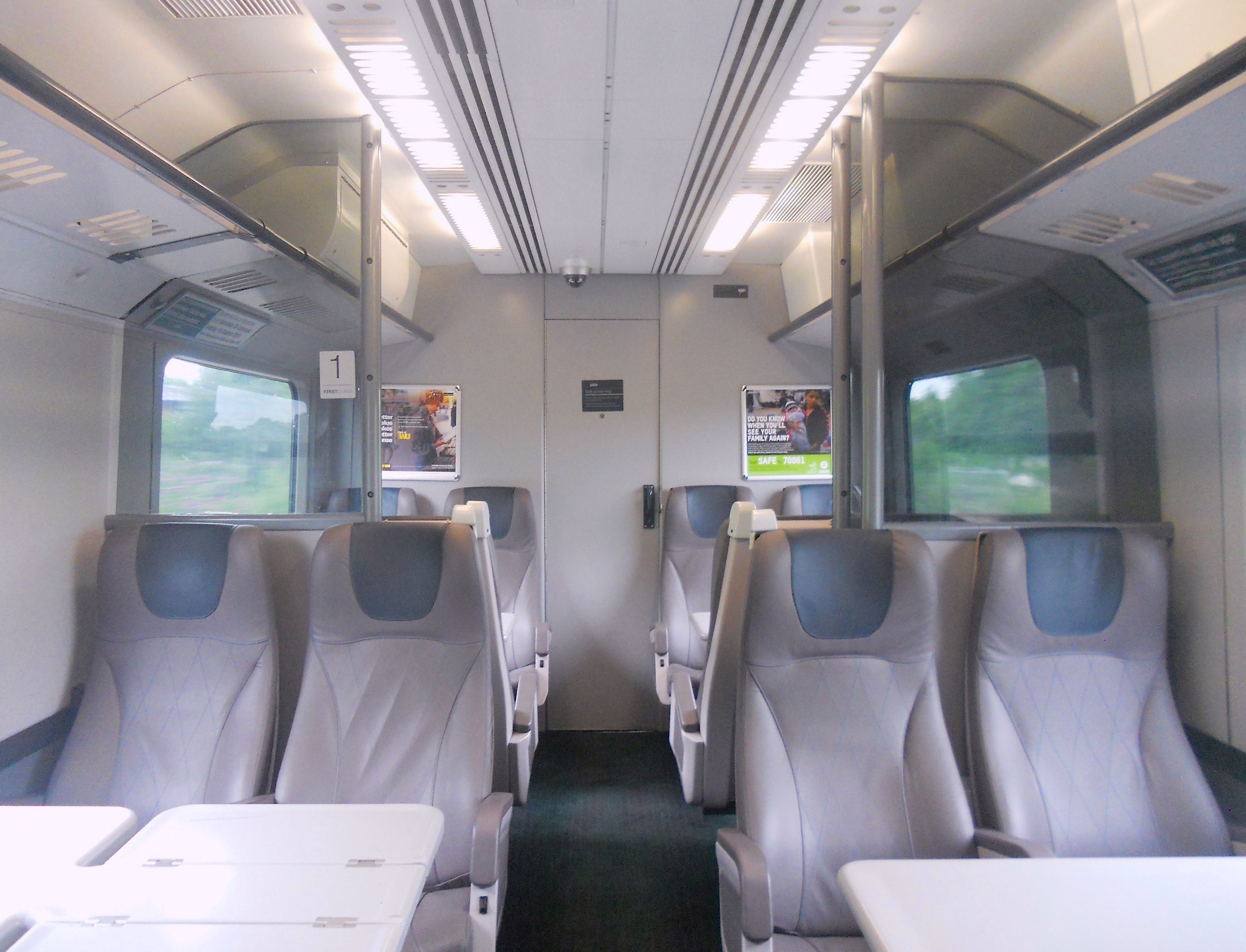
Der renovierte Innenraum der 1. Klasse der GWR-Klasse 166, Nr. 166205
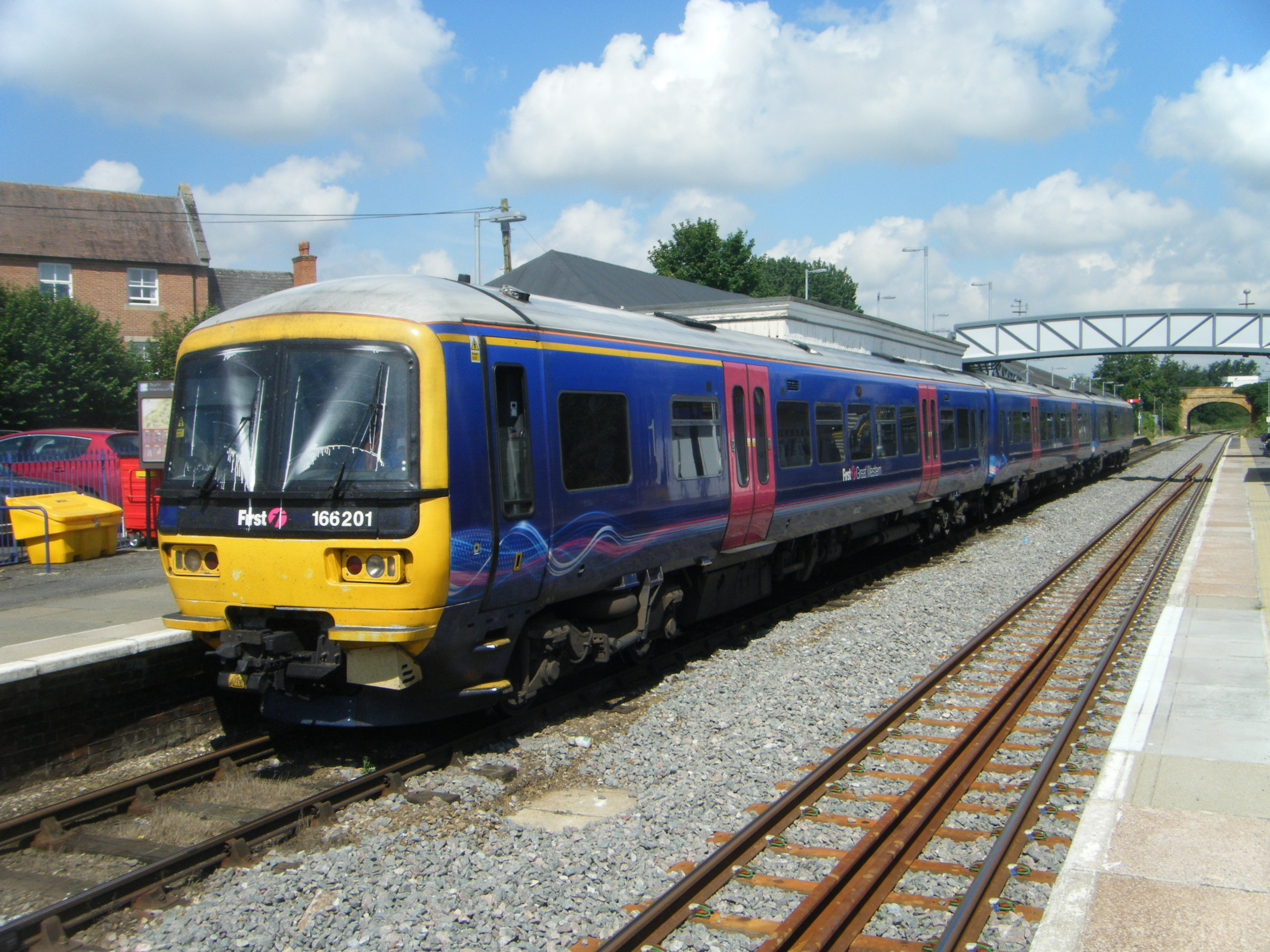
1. Klasse der GWR-Klasse 166, Nr. 166201 in Moreton in Marsh
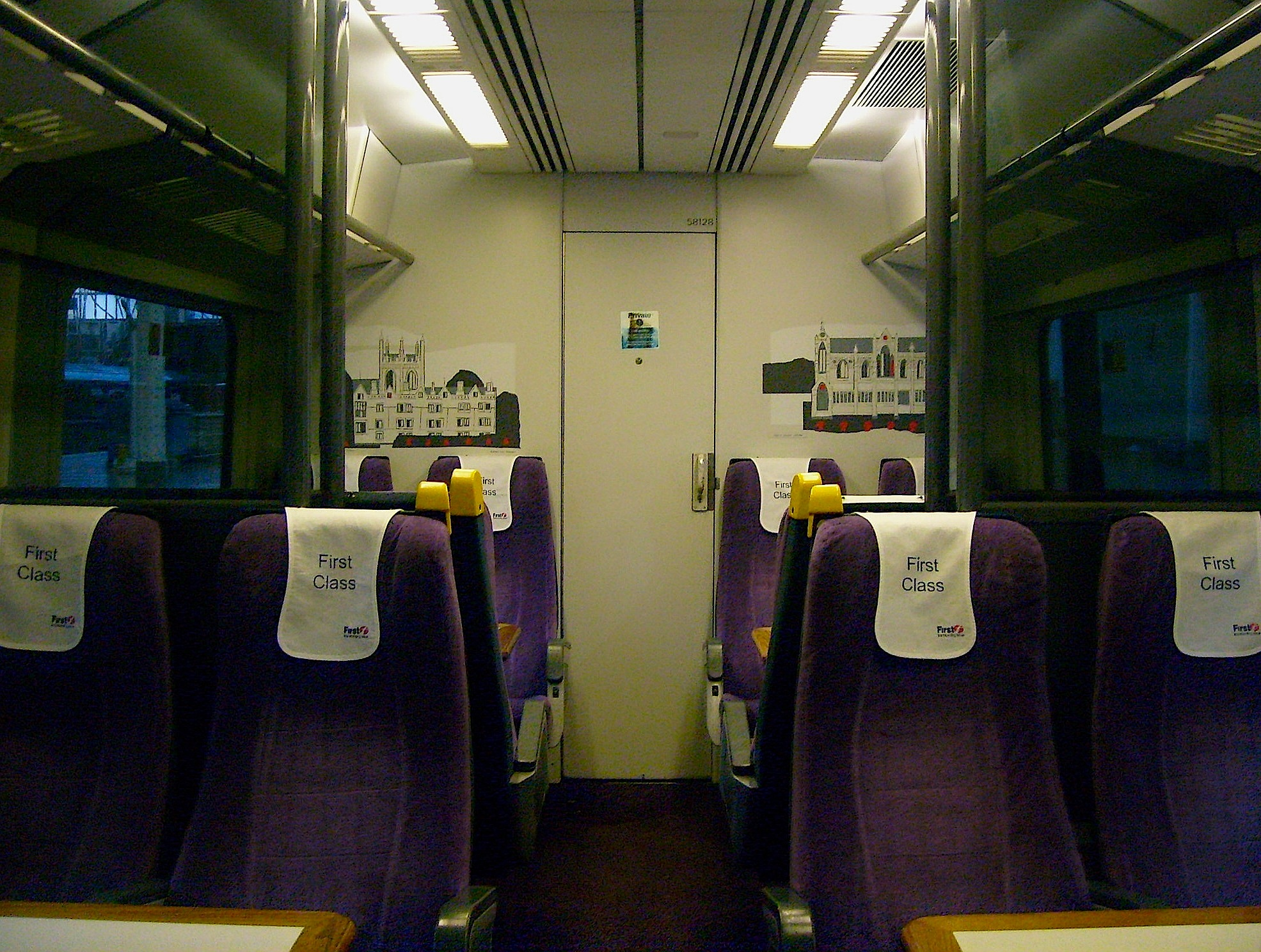
Innenraum der 1. Klasse der GWR-Klasse 166
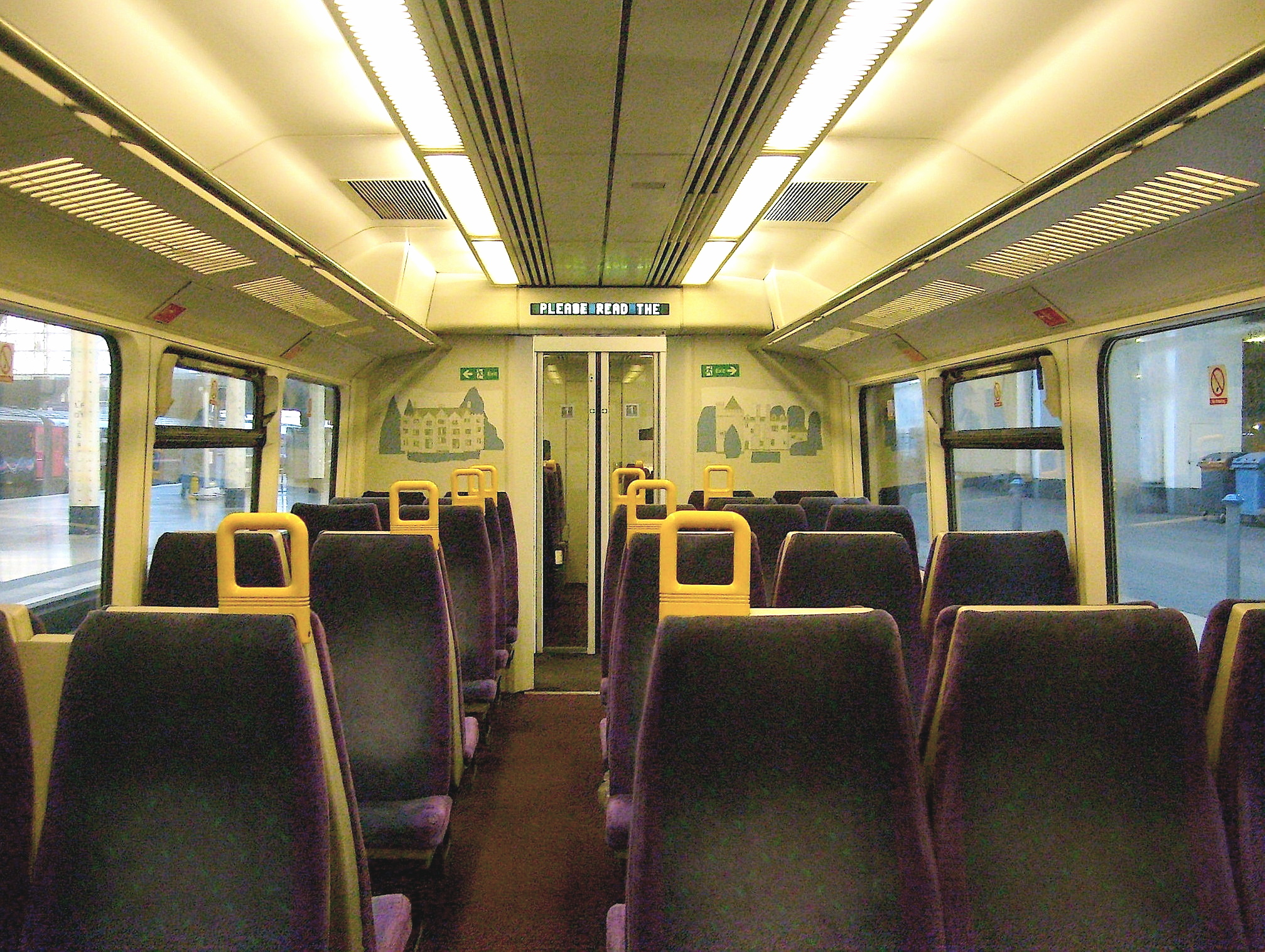
Innenraum der Standardklasse der GWR-Klasse 166
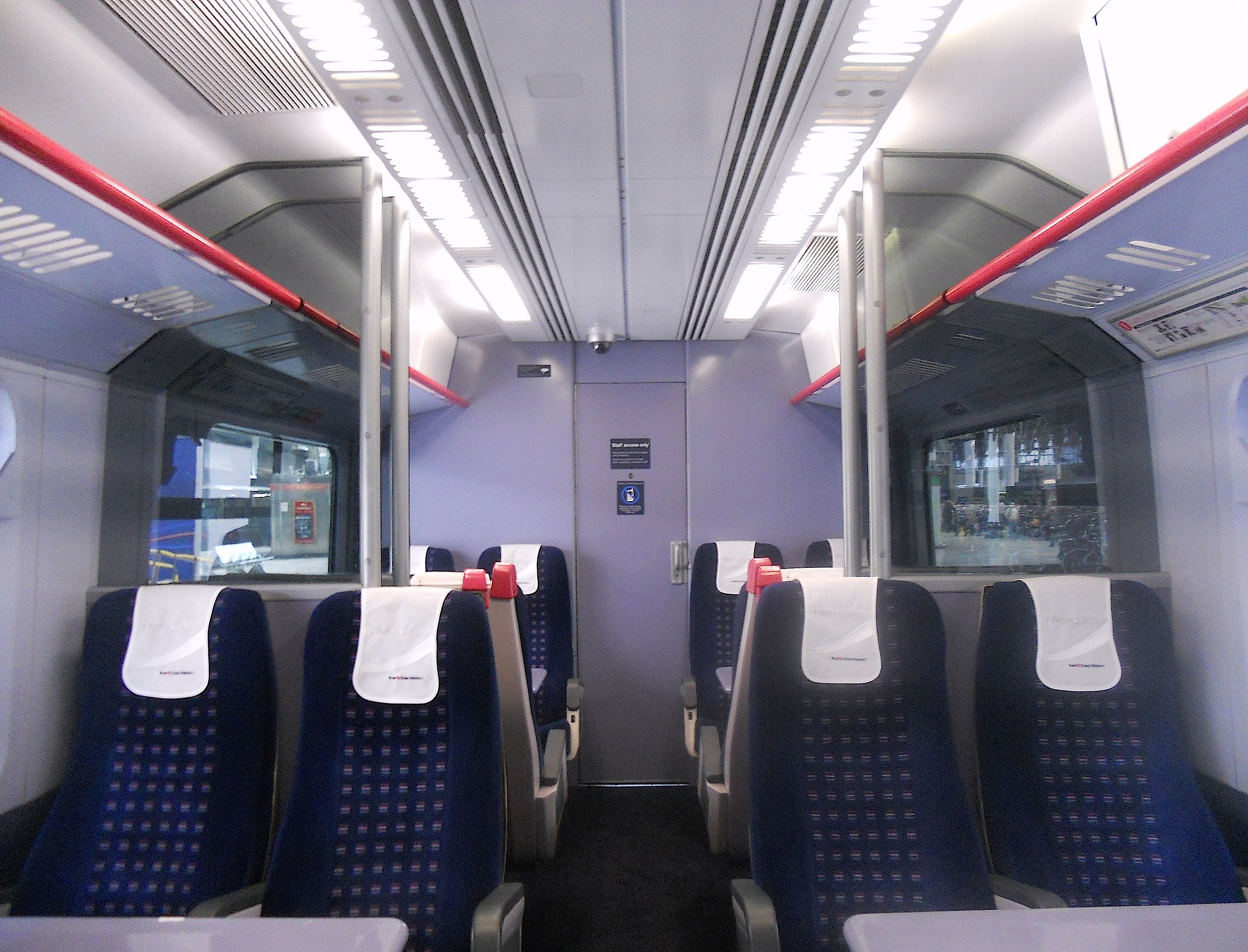
Der aufgefrischte Innenraum der 1. Klasse an Bord einer GWR-Klasse 166
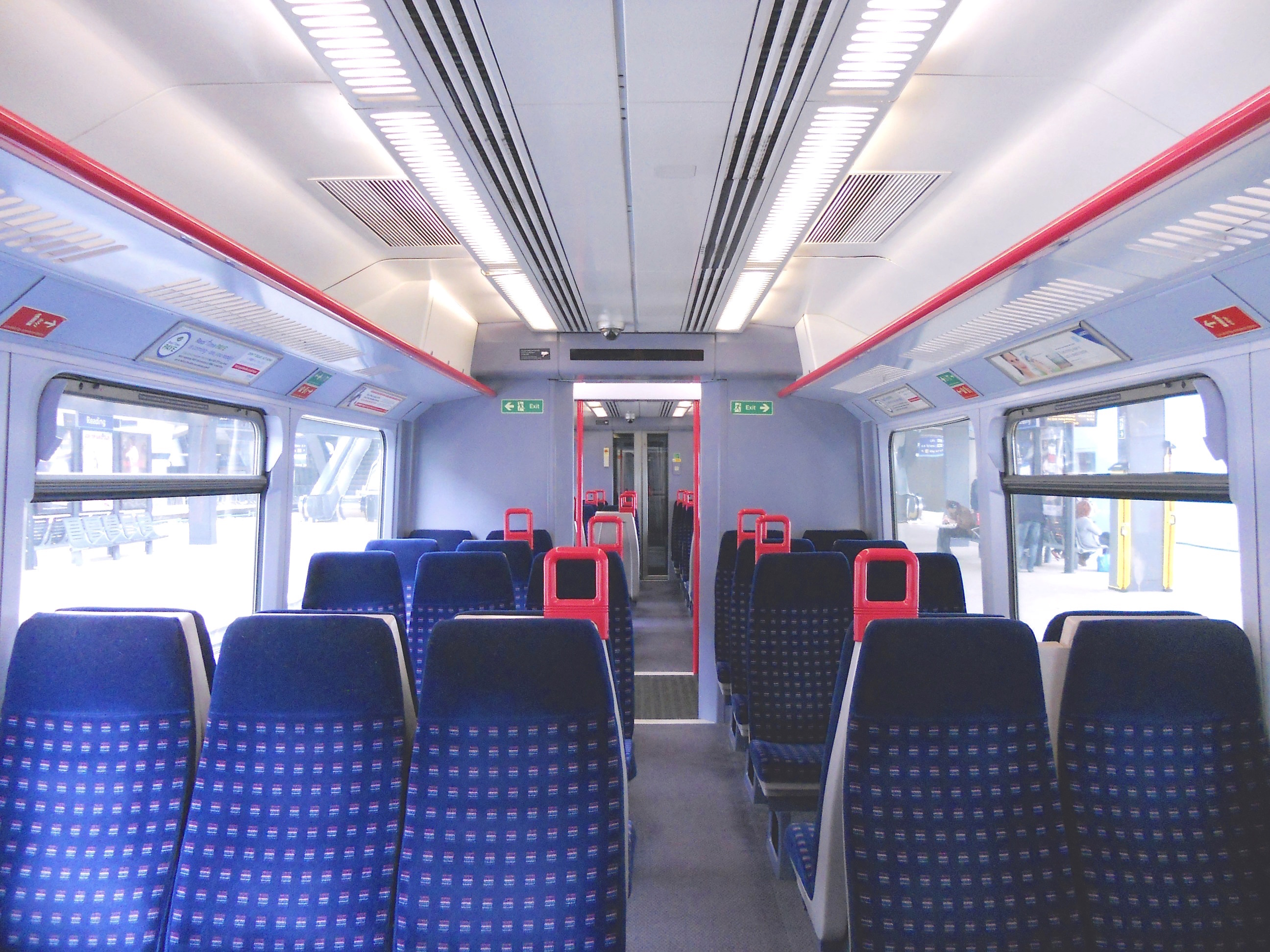
Der aufgefrischte Innenraum der Standardklasse an Bord einer GWR-Klasse 166
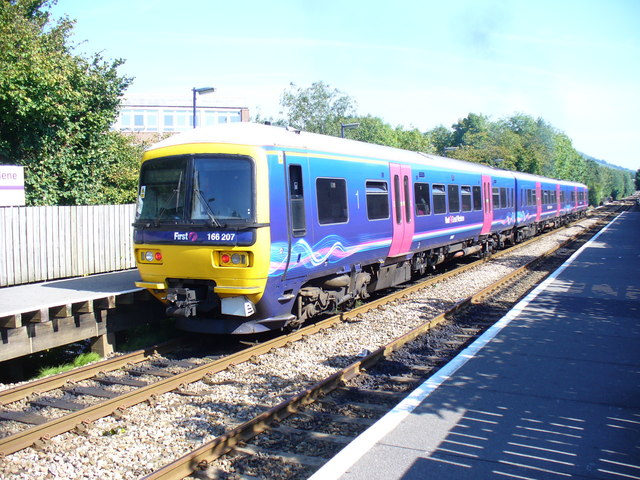
Erste Lackierung der Great Western Dynamic Lines (166207, 2008)
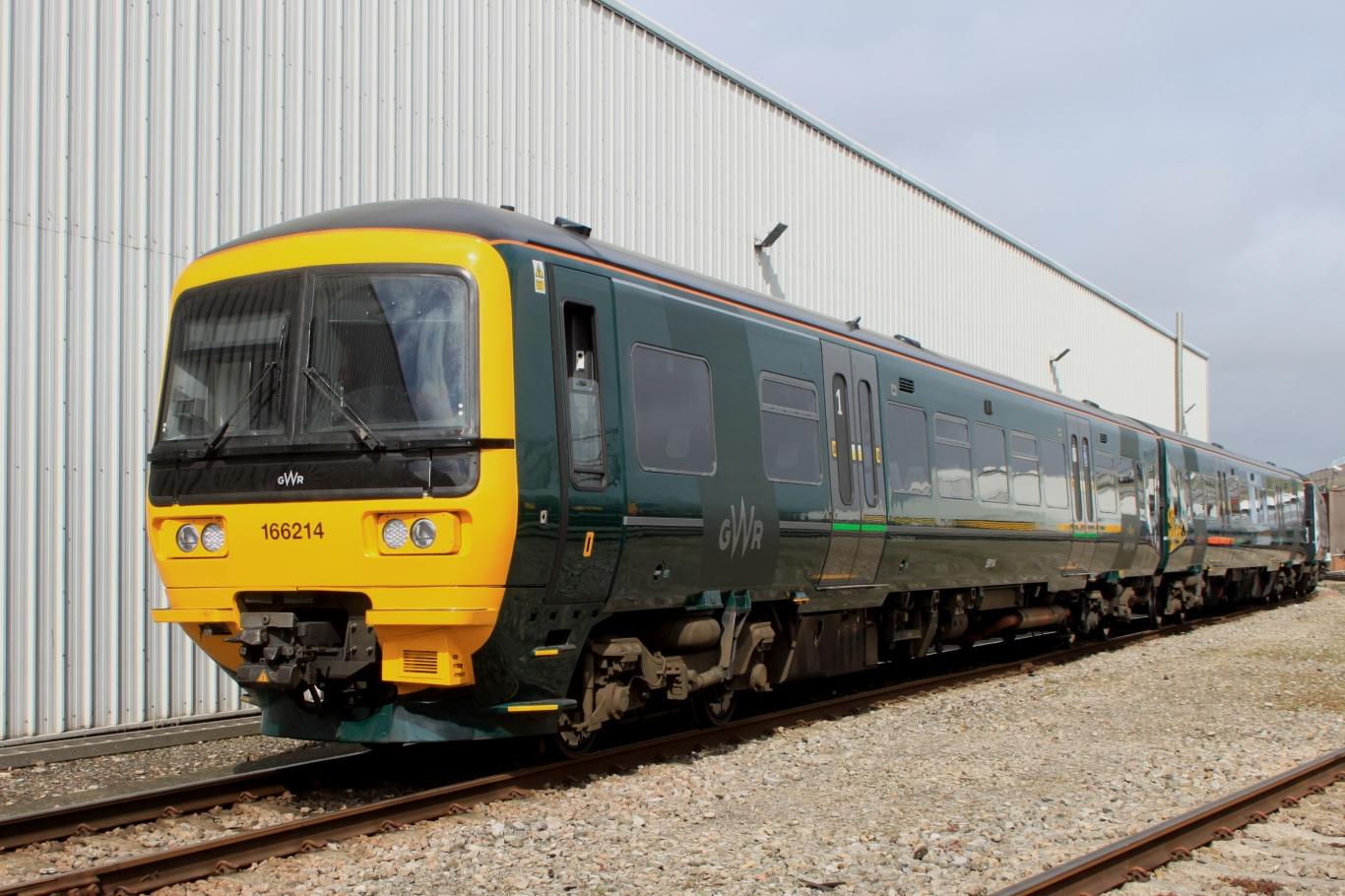
Great Western Railway, renovierte grüne Lackierung (166214, 2016)